# 國家篇 (西塞羅)
國家篇（拉丁語：De re publica）是古罗马哲学家西塞罗的一部政治哲学对话录，创作于公元前54年至51年，作品分为六卷，大部分遗失，留存部分来自其他作品引述和1819年发现的部分内容。西塞罗以此作品解释了罗马宪政理论，模仿古希腊哲学家柏拉图的《理想国》以小西庇阿代替了贤者。